# شینیچیرو سوزوکی
شینیچیرو سوزوکی (انگلیسی: Shinichiro Suzuki؛ زادهٔ ۲۱ نوامبر ۱۹۳۴) بوکس اهل ژاپن بود.